# 로앙고 왕국
로앙고 왕국(콩고어: Nsi ya Loango, 혹은 루앙구 왕국)은 1550년에서부터 1883년까지 현재의 콩고 공화국과 콩고 민주 공화국에 걸쳐 3세기(333년)를 존속하였던 전제군주제 국가였으며 수도는 부알리(Buali, 현재 콩고 민주 공화국 바콩고 주의 음반자응궁구)였다.

## 역사

### 1665년, 군왕(자형)이 총수상(처남)에게 선위하며 주류 왕실 교체
제16대 로앙고 왕국 군왕 안토니오 1세가 재위 치세 중 보위 등극 5년차 시절 로앙고 왕국의 실정 정국을 견디지 못하다가 1665년 1월 23일을 기하여 당시 로앙고 왕국의 총수상(총리, prime minister)이었던 손아랫처남 응강게 음붐베 니암비 공에게 로앙고 군주국 군왕 보위를 선위(양위)하고 콩고 왕국 군왕 보위만을 유임하면서 로앙고 왕국 역대 군왕 사상 최초 콩고 왕실 외척 귀족(콩고 비왕실 방통 귀족) 총수상 출신이었던 응강게 음붐베 니암비 공이 제17대 로앙고 군주국 군왕 보위에 즉위하며 지난 1550년 로앙고 왕국 개창 이후 지속 관행된 콩고 왕국 군왕의 로앙고 왕국 군왕 겸직 시대가 약 115년 여만에 종결되는 기록을 양산하였다. 이후 218년이 지난 1883년 로앙고 왕국이 멸망할 때까지 응강게 음붐베 니암비 제17대 로앙고 군주국 군왕의 직계 후손들에게 로앙고 군주국 군왕 보위가 대대손손으로 세습되었다.

### 1800년대 초반 이후부터 1883년 군주국 멸망 시기까지 명외척 세거지 키토나
키토나(Kitona)라는 도시는 1800년대 초반에 로앙고 왕국 왕비를 간택하며 로앙고 왕실의 주요 흑인 외척 귀족 가문이자 로앙고 군주국의 명부족 세거 도시로 자리매김하였다.

## 역대 군주
1. 디오구 1세
2. 아폰수 2세
3. 베르나르두 1세
4. 앙리크 1세
5. 알바루 1세
6. 알바루 2세
7. 베르나르두 2세
8. 알바루 3세
9. 페드루 2세
10. 가르시아 1세
11. 암브로시우 1세
12. 알바루 4세
13. 알바루 5세
14. 알바루 6세
15. 가르시아 2세
16. 안토니우 1세
17. 응강게 음붐베 니암비

## 같이 보기
- 콩고 왕국 (콩고 군주국)
- 테케 소왕국 (안지쿠 소왕국)